# Орден Александра Невского (Россия)
О́рден Алекса́ндра Не́вского — государственная награда Российской Федерации.

## История ордена

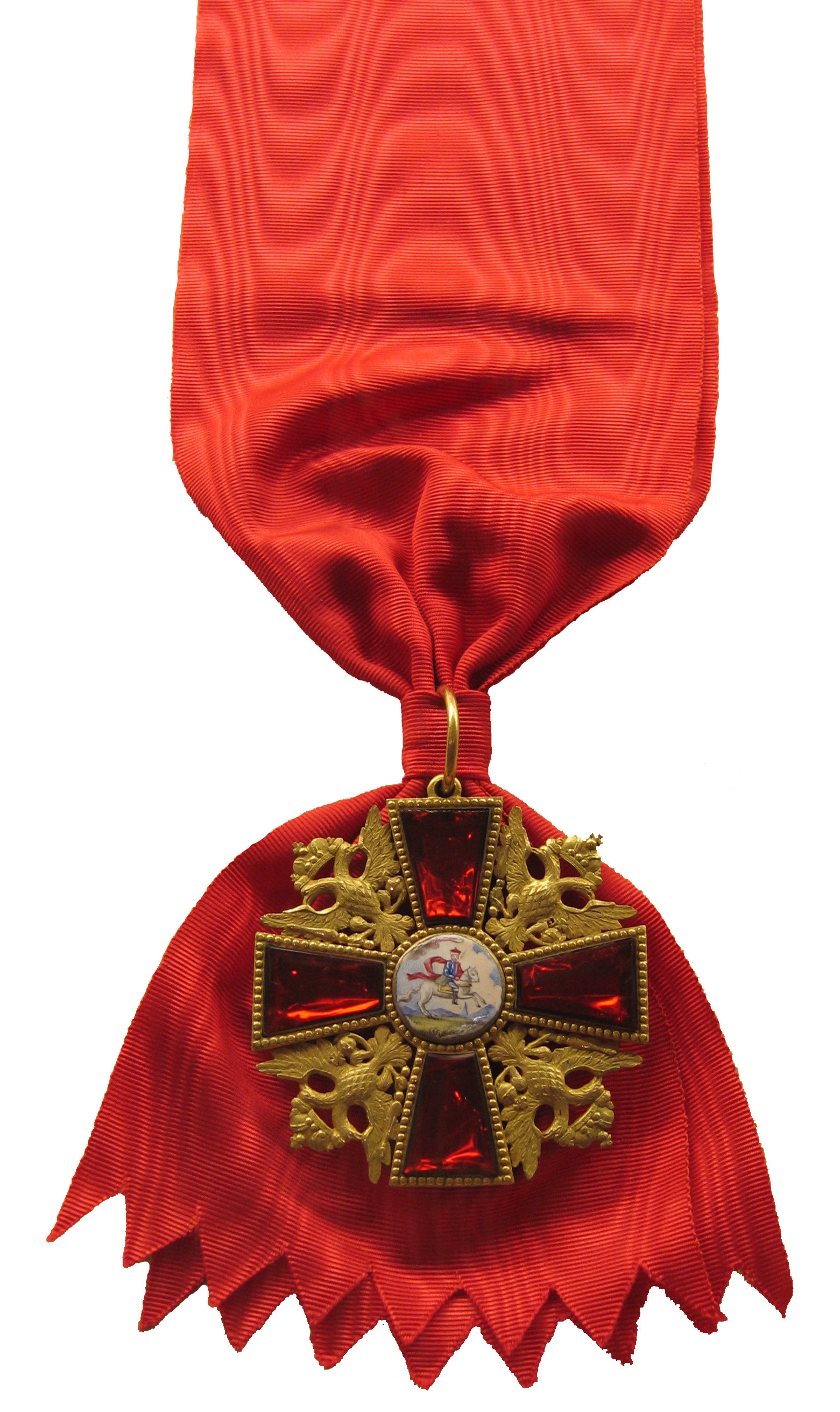
Орден Святого Александра Невского

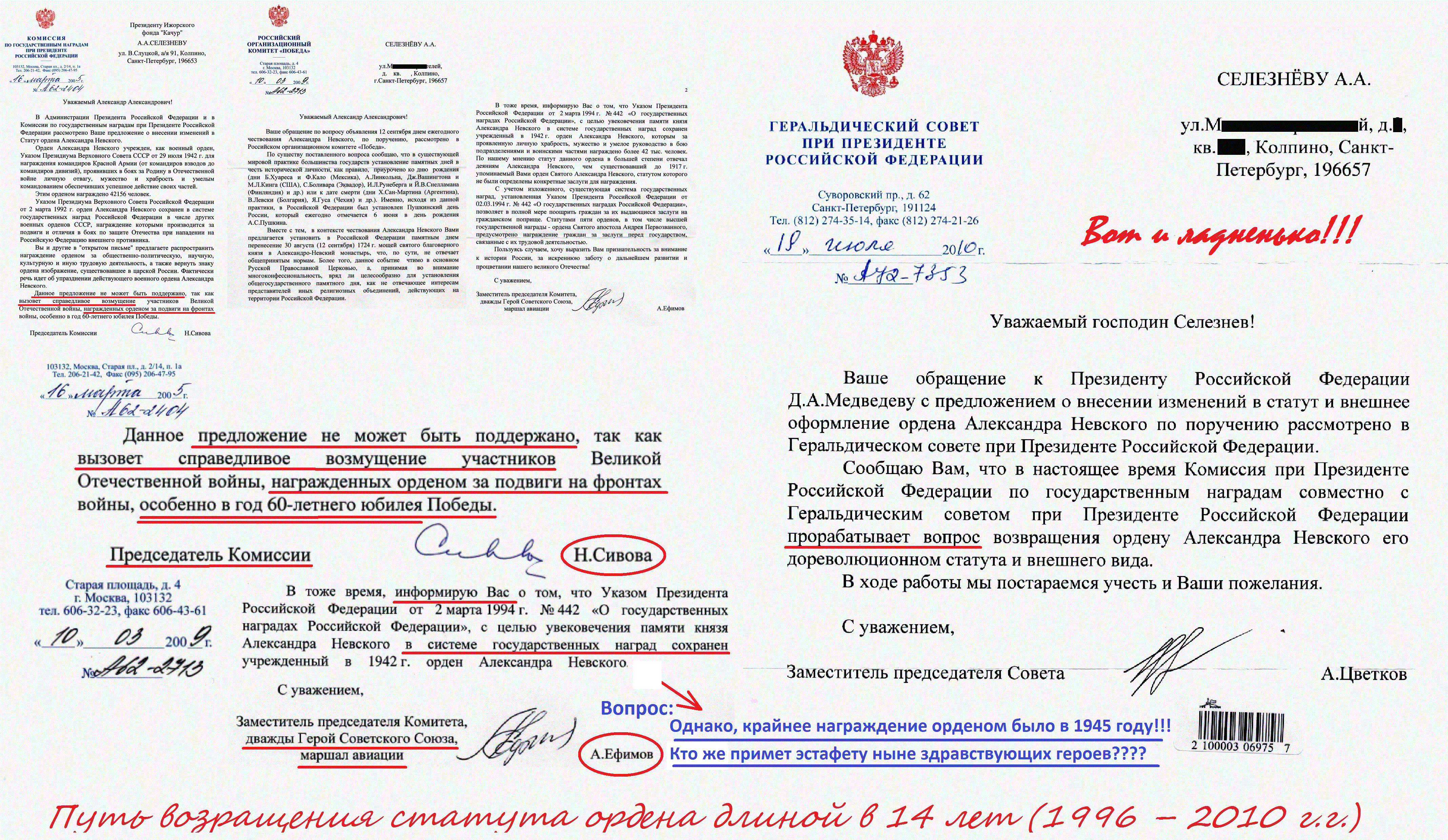
Ответы А. А. Селезнёву Комиссии по государственным наградам (2005), А. Н. Ефимова (2009) и Геральдического совета (2010) по вопросу включения ордена Александра Невского в государственную наградную систему

Орден Александра Невского является единственной наградой, существовавшей (с определёнными изменениями) в наградных системах Российской империи, Советского Союза и Российской Федерации.
В Российской империи с 1725 года по 1917 год существовал орден Святого Александра Невского, а в СССР с 1942 года по 1991 год существовал орден Александра Невского.
Орден Святого Александра Невского был учреждён Екатериной I в 1725 году и предназначался для награждения как военных, так и гражданских лиц. В 1917 году он был упразднён вместе с другими императорскими и царскими орденами.
29 июля 1942 года в СССР был учреждён новый орден Александра Невского как военный орден для награждения командного состава Красной Армии.
После распада Советского Союза орден был сохранён в системе государственных наград Российской Федерации Указом Президиума Верховного Совета России от 2 марта 1992 года № 2424-1 «О государственных наградах Российской Федерации» и Постановлением Верховного совета России от 20 марта 1992 года № 2557-I «Об утверждении Указа Президиума Верховного Совета Российской Федерации „О государственных наградах Российской Федерации“». Однако как государственная награда Российской Федерации орден не имел описания, награждение орденом государством не производилось.
Указом Президента Российской Федерации Д. Медведева от 7 сентября 2010 года № 1099 «О мерах по совершенствованию государственной наградной системы Российской Федерации» установлено, что орден Александра Невского вновь входит в государственную наградную систему Российской Федерации, а также утверждены его статут и описание. Знак ордена Александра Невского Российской Федерации воспроизводит дизайн дореволюционного ордена.
В дальнейшем в статут ордена неоднократно вносились изменения. 

## Статут ордена
250
Статут ордена Александра Невского действует в редакции указа президента Российской Федерации от 7 сентября 2010 года № 1099 «О мерах по совершенствованию государственной наградной системы Российской Федерации» с последовавшими изменениями по 1 февраля 2024 года:
1. Орденом Александра Невского награждаются:
а) граждане Российской Федерации, замещающие должности государственной службы, за особые личные заслуги перед Отечеством в области государственного строительства, укрепления обороноспособности страны, за многолетнюю добросовестную службу и высокие результаты, достигнутые ими при исполнении служебных обязанностей, и другие заслуги;
б) граждане Российской Федерации за значительный вклад в укрепление обороноспособности страны, высокие личные достижения в различных отраслях экономики, научно-исследовательской, социально-культурной, образовательной и иной общественно полезной деятельности;
в) граждане Российской Федерации за особые отличия, проявленные при выполнении задач в боевых условиях.
2. Граждане Российской Федерации могут быть награждены орденом Александра Невского, как правило, при условии, что ранее они были награждены орденом Российской Федерации и иной государственной наградой.
21. Орденом Александра Невского могут быть награждены военно-медицинские организации за высокие достижения в области охраны здоровья военнослужащих.
22. Орденом Александра Невского могут быть награждены объединения Вооружённых Сил Российской Федерации и объединения войск национальной гвардии Российской Федерации, соединения и воинские части Вооружённых Сил Российской Федерации, других войск, воинских формирований и органов, предусмотренных Федеральным законом от 31 мая 1996 г. № 61-ФЗ «Об обороне», за подвиги и отличия в боях по защите Отечества.
23. Орденом Александра Невского могут быть награждены коллективы предприятий, организаций и учреждений независимо от форм собственности за высокие достижения в обеспечении оборонного потенциала Российской Федерации.
3. Орденом Александра Невского могут быть награждены видные зарубежные политические и общественные деятели, представители делового сообщества иностранных государств за заслуги в развитии многостороннего сотрудничества с Российской Федерацией и оказании содействия в её социально-экономическом развитии.
31. Военнослужащие за особые отличия, проявленные при выполнении задач в боевых условиях, награждаются орденом Александра Невского с мечами.
4. Знак ордена Александра Невского носится на пятиугольной колодке на левой стороне груди и при наличии других орденов Российской Федерации располагается после знака ордена «За доблестный труд».
41. Награждение орденом Александра Невского за особые отличия, проявленные при выполнении задач в боевых условиях, а также за значительный вклад в укрепление обороноспособности страны может быть произведено посмертно.
5. Для особых случаев и возможного повседневного ношения предусматривается ношение миниатюрной копии знака ордена Александра Невского, которая располагается после миниатюрной копии знака ордена «За доблестный труд».
6. При ношении на форменной одежде ленты ордена Александра Невского на планке она располагается после ленты ордена «За доблестный труд».
7. На гражданской одежде носится лента ордена Александра Невского в виде розетки, которая располагается на левой стороне груди.

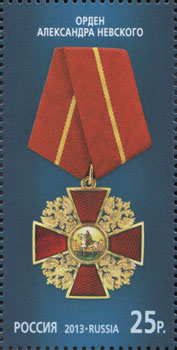
Орден Александра Невского на почтовой марке России 2013 года из серии «Государственные награды Российской Федерации».

## Описание ордена
Знак ордена Александра Невского представляет собой покрытый рубиновой эмалью позолоченный четырёхконечный прямой крест с расширяющимися концами. Концы креста по краям имеют узкий выпуклый рант.
Между концами креста помещены изображения двуглавого орла — главной фигуры Государственного герба Российской Федерации.
В центре креста — круглый медальон с узким выпуклым рантом.
В поле медальона — выполненная цветными эмалями конная фигура князя Александра Невского, обращенная влево.
Расстояние между противоположными концами креста — 40 мм. На оборотной стороне знака рельефными прямыми буквами написан девиз ордена: «ЗА ТРУДЫ И ОТЕЧЕСТВО». На нижнем конце креста — номер знака ордена.
Для награждённых военнослужащих за особые отличия, проявленные при выполнении задач в боевых условиях, к знаку ордена присоединяются два перекрещенных позолоченных меча. На знаке ордена они располагаются под крестом. Мечи проходят между концами креста и направлены остриями вверх. Длина каждого меча — 57 мм, ширина — 3 мм.
Знак ордена при помощи ушка и кольца соединяется с пятиугольной колодкой, обтянутой шёлковой, муаровой лентой.
Лента красного цвета шириной 24 мм. В центре ленты — жёлтая полоса шириной 1,5 мм.
Миниатюрная копия знака ордена Александра Невского носится на колодке. Расстояние между концами креста — 15,4 мм, высота колодки от вершины нижнего угла до середины верхней стороны — 19,2 мм, длина верхней стороны — 10 мм, длина каждой из боковых сторон — 16 мм, длина каждой из сторон, образующих нижний угол, — 10 мм.
При ношении на форменной одежде ленты ордена Александра Невского используется планка высотой 8 мм, ширина ленты — 24 мм.
На ленте ордена Александра Невского в виде розетки крепится миниатюрное изображение знака ордена из металла с эмалью. Расстояние между концами креста — 13 мм. Диаметр розетки — 15 мм.
| Орден Александра Невского | Орден Александра Невского | Орден Александра Невского | Орден Александра Невского |
| ------------------------- | ------------------------- | ------------------------- | ------------------------- |
| планка ордена             |                           |                           |                           |
| с мечами                  | с мечами                  | без мечей                 | без мечей                 |

## Кавалеры ордена

### Двойные награждения
По публикациям в прессе, Виктор Феликсович Вексельберг, председатель совета директоров группы компаний «Ренова», был награждён орденом Александра Невского 24 марта 2014 года (указ не обнаружен). В дальнейшем, 11 марта 2020 года, он был вновь награждён орденом Александра Невского.
Некоторые кавалеры советского ордена Александра Невского были в дальнейшем награждены также орденом Российской Федерации: 
- Герой Советского Союза генерал-майор авиации Николай Павлович Жуган (1917—2017)
- Герой Советского Союза полковник Николай Наумович Кирток (1920—2022)
- Генерал армии Махмут Ахметович Гареев (1923—2019)
- Генерал-лейтенант Дмитрий Иванович Михайлик (1920—2019)